# Velleia daviesii
Velleia daviesii är en tvåhjärtbladig växtart som beskrevs av Ferdinand von Mueller. Velleia daviesii ingår i släktet Velleia och familjen Goodeniaceae. Inga underarter finns listade i Catalogue of Life.